# ボーン・オブ・オシリス
ボーン・オブ・オシリス（英: Born of Osiris）はアメリカ合衆国イリノイ州クック郡出身のデスコアバンド。ジェント系のリフと神秘的でプログレッシブな世界観が特徴。なお、日本語音写としては「ボーン・オブ・オサイリス」の方がより原語に近い。2013年にはTriple Vision Entertainmentが主催する『Sumerian Tour 2013』にてアポン・ア・バーニング・ボディ (Upon a Burning Body) と共に3日間の来日を果たした。

## メンバー

### 現在
- Ronnie Canizaro - ボーカル (2003年 - 現在)
- Cameron Losch - ドラム (2003年 - 現在) - 唯一のオリジナルメンバー。
- Nick Rossi - ベース (2018年 - 現在)、リズムギター (2021年 - 現在)、キーボード、シンセサイザー (2024年 - 現在)、リードギター (2025年 - 現在)

### 元メンバー
- Trevor Hurlbert - ボーカル (2003年)
- Mike Mancebo - キーボード、シンセサイザー (2003年)
- Joe Phillips - リズムギター (2003年 - 2004年)
- Austin Krause - ベース (2003年 - 2005年)
- Dan Laabs - ベース (2005年 - 2007年)
- Mike Shanahan - リードギター (2003年 - 2007年)、リズムギター (2003年)
- Joel Negus - リズムギター (2004年 - 2007年)
- Matthew C. Pantelis - リードギター (2007年 - 2008年)
- Jason R. Richardson - リードギター (2009年 - 2011年) - Chelsea Grin に加入したが脱退。現在はソロギタリストやAll That Remainsのギタリストとして活動している。
- David Darocha - ベース (2007年 – 2018年)
- Joe Buras  - キーボード、シンセサイザー、バッキングボーカル (2003年 – 2024年)
- Lee McKinney - リードギター (2008年 – 2009年、2011年 – 2025年)、バッキングボーカル (2024年 – 2025年)、リズムギター (2007年 – 2021年)

タイムライン

## ディスコグラフィ

### オリジナル・フル・アルバム
- ア・ハイアー・プレイス - A Higher Place （2009年）
- ザ・ディスカバリー - The Discovery （2011年）
- Tomorrow We Die ∆live （2013年）
- Soul Sphere （2015年）
- The Simulation （2019年）
- Angel or Alien （2021年）

### ミニ・アルバム
- ローズクランス - Rosecrance （2006年）
- ザ・ニュー・レイン - The New Reign （2007年）

## 日本語インタビュー
- https://gekirock.com/interview/2011/09/born_of_osiris.php （2012年9月7日、激ロック）
- https://gekirock.com/interview/2013/09/born_of_osiris_1.php （2013年9月13日、激ロック）